# 西延高速公路
西安－延安高速公路，简称：西延高速，是陕西省“2367”高速公路网三条南北纵向线中的重要组成部分，也是中国国家高速公路网包茂高速公路（G65）陕西境内的重要一段。
西延高速公路是横跨中国黄土高原地区的第一条高速公路，南起西安绕城高速公路吕小寨立交，途经西安、咸阳、铜川、延安、三原、宜君、黄陵、洛川、富县、甘泉，止于延安市西北的河庄坪镇，全长299.85公里。全线共有22座隧道（单洞），隧道总长27公里，是世界罕见的黄土隧道群；各式桥梁369座，其中洛河特大桥高达152.9米，被称为“亚洲第一高墩大桥”；沿线设有收费站9处、服务区5处，配备有完善的交通、通讯及收费系统等设施。

## 路段
- 西安－三原：1989年9月通车，设计时速100公里/小时
- 三原－铜川：1992年10月通车，设计时速100公里/小时
- 铜川－黄陵：2001年5月通车，设计时速60公里/小时，前称铜黄高速公路，自陕西省耀县城南杏林村，经铜川市区和宜君县，至黄陵县康崖底村，全长93.85公里。1998年3月动工，2001年4月29日建成通车。总投资19.34亿元。设计行车速度60公里/小时。
- 黄陵－延安：143.205公里，2006年9月30日通车，设计行车速度80公里/小时[1]。

## 改扩建
由于西延高速公路建成时间较早，公路线型、建设标准均相对较低。其中，西安至铜川段为一级公路改建，设计车流量仅为1万辆/日，而随着沿线地区经济发展及高速公路网的形成，该路段的实际车流量已达日均3.8万辆；铜川－黄陵段设计车流量为1.9万辆/日，而实际车流量为日均3.5万辆，高峰期超过5万辆，严重影响正常通行。因此，陕西省决定另辟新线建设西安－铜川－黄陵高速公路，当时又称“西黄高速第二通道”，即“延西高速”（原编号G65W，现为G6522）。
同时，对既有的西延高速黄陵至延安段进行扩容，沿既有高速公路西侧，新建双向六车道高速公路为主，总投资201亿元人民币，起于铜川市宜君县崖头庄，止于延安市安塞县沿河湾镇南侧，全长153.909公里。计划2016年底前建成通车。

## 运营管理
2001年6月27日，西延高速公路西安－三原－铜川段20年经营权转让给陕西西铜高速公路有限公司，由其负责管理；其余路段由陕西省高速公路建设集团公司西延分公司负责运营管理。